# Volta à Bélgica de 2018
A 88.ª edição da Volta à Bélgica (chamada oficialmente: Baloise Belgium Tour), foi uma carreira de ciclismo em estrada por etapas que se celebrou na Bélgica entre 23 e 27 de maio de 2018 sobre um percurso de 660,8 quilómetros dividido em 5 etapas, com início na cidade de Buggenhout e final no município de Tongeren.
A prova fez parte da UCI Europe Tour de 2018 dentro da categoria 2.hc (máxima categoria destes circuitos).
A carreira foi vencida pelo corredor belga Jens Keukeleire da equipa Lotto Soudal, em segundo lugar [[Jelle Vanendert] (Lotto Soudal) e em terceiro lugar Dion Smith (Wanty-Groupe Gobert).

## Equipas participantes
Tomaram parte na carreira 20 equipas: 3 de categoria UCI World Team convidados pela organização; 11 de categoria Profissional Continental; 5 de categoria Continental e a selecção nacional de Bélgica. Formando assim um pelotão de 140 ciclistas dos que acabaram 129. As equipas participantes foram:
| Equipes WorldTeam (3)- Katusha-Alpecin - Lotto Soudal - Astana Equipes profissionais Continentais (11)- WB-Aqua Protect-Veranclassic - Cofidis, Solutions Crédits - Wanty-Groupe Gobert - Sport Vlaanderen-Baloise - Vérandas Willems-Crelan - Burgos-BH - Roompot-Nederlandse Loterij - Fortuneo-Samsic - Vital Concept - Aqua Blue Sport - Bardiani CSF Equipes Continentais (5)- Cibel-Cebon - Tarteletto-Isorex - Telenet-Fidea Lions - Sovac-Natura4Ever - Pauwels sauzen-Vastgoedservice Continental Team Equipe nacional- Bélgica |
| |

## Percorrido
O Volta a Bélgica dispôs de cinco etapas para um percurso total de 660,8 quilómetros, dividido numa etapa em media montanha, três etapas planas e uma contrarrelógio individual.
| Etapa | Data    | Percurso                 | type                      | Distância (km) | Vencedor           | Líder geral        |
| ----- | ------- | ------------------------ | ------------------------- | -------------- | ------------------ | ------------------ |
| 1     | 23 mai. | Buggenhout – Buggenhout  | etapa plana               | 179            | André Greipel      | André Greipel      |
| 2     | 24 mai. | Lochristi – Knokke-Heist | etapa plana               | 162,1          | André Greipel      | André Greipel      |
| 3     | 25 mai. | Bornem – Bornem          | contrarrelógio individual | 10,6           | Christophe Laporte | Christophe Laporte |
| 4     | 26 mai. | Wanze – Wanze            | etapa escarpada           | 151,4          | Jelle Vanendert    | Jens Keukeleire    |
| 5     | 27 mai. | Landen – Tongeren        | etapa plana               | 157,7          | Bryan Coquard      | Jens Keukeleire    |

### 1.ª etapa
| \| Classificação por etapas \| Classificação por etapas \| Classificação por etapas \| Classificação por etapas \| Classificação por etapas \| \| Ciclista \| Ciclista \| Equipe \| Tempo \| \| \| ------------------------ \| ------------------------ \| --------------------------- \| ------------------------ \| ------------------------ \| \| 1. \| André Greipel \| Lotto-Soudal \| 3h54m29s \| \| \| 2. \| Riccardo Minali \| Astana \| + 0s \| \| \| 3. \| Tim Merlier \| Verandas Willems-Crelan \| + 0s \| \| \| 4. \| Timothy Dupont \| Wanty-Groupe Gobert \| + 0s \| \| \| 5. \| Bryan Coquard \| Vital Concept \| + 0s \| \| \| 6. \| Christophe Laporte \| Cofidis, Solutions Crédits \| + 0s \| \| \| 7. \| Wouter Wippert \| Roompot-Nederlandse Loterij \| + 0s \| \| \| 8. \| Jenthe Biermans \| Katusha-Alpecin \| + 0s \| \| \| 9. \| Jelle Mannaerts \| Tarteletto-Isorex \| + 0s \| \| \| 10. \| Bram Welten \| Fortuneo-Samsic \| + 0s \| \| |                    |                             |          |
| |                    |                             |          |
| |                    |                             |          |
| Classificação por etapas |                    |                             |          |
| Ciclista | Ciclista           | Equipe                      | Tempo    |
| 1. | André Greipel      | Lotto-Soudal                | 3h54m29s |
| 2. | Riccardo Minali    | Astana                      | + 0s     |
| 3. | Tim Merlier        | Verandas Willems-Crelan     | + 0s     |
| 4. | Timothy Dupont     | Wanty-Groupe Gobert         | + 0s     |
| 5. | Bryan Coquard      | Vital Concept               | + 0s     |
| 6. | Christophe Laporte | Cofidis, Solutions Crédits  | + 0s     |
| 7. | Wouter Wippert     | Roompot-Nederlandse Loterij | + 0s     |
| 8. | Jenthe Biermans    | Katusha-Alpecin             | + 0s     |
| 9. | Jelle Mannaerts    | Tarteletto-Isorex           | + 0s     |
| 10. | Bram Welten        | Fortuneo-Samsic             | + 0s     |

| \| Classificação geral \| Classificação geral \| Classificação geral \| Classificação geral \| Classificação geral \| \| Ciclista \| Ciclista \| Equipe \| Tempo \| \| \| ------------------- \| ------------------- \| ------------------------------ \| ------------------- \| ------------------- \| \| 1. \| André Greipel \| Lotto-Soudal \| 3h54m29s \| \| \| 2. \| Riccardo Minali \| Astana \| + 4s \| \| \| 3. \| Michael Boroš \| Pauwels Sauzen-Vastgoedservice \| + 5s \| \| \| 4. \| Aimé De Gendt \| Sport Vlaanderen-Baloise \| + 5s \| \| \| 5. \| Tim Merlier \| Verandas Willems-Crelan \| + 5s \| \| \| 6. \| Conor Dunne \| Aqua Blue Sport \| + 6s \| \| \| 7. \| Kenny Molly \| AGO-Aqua Service \| + 8s \| \| \| 8. \| Dieter Bouvry \| Pauwels Sauzen-Vastgoedservice \| + 8s \| \| \| 9. \| Timothy Dupont \| Wanty-Groupe Gobert \| + 10s \| \| \| 10. \| Bryan Coquard \| Vital Concept \| + 10s \| \| |                 |                                |          |
| |                 |                                |          |
| |                 |                                |          |
| Classificação geral |                 |                                |          |
| Ciclista | Ciclista        | Equipe                         | Tempo    |
| 1. | André Greipel   | Lotto-Soudal                   | 3h54m29s |
| 2. | Riccardo Minali | Astana                         | + 4s     |
| 3. | Michael Boroš   | Pauwels Sauzen-Vastgoedservice | + 5s     |
| 4. | Aimé De Gendt   | Sport Vlaanderen-Baloise       | + 5s     |
| 5. | Tim Merlier     | Verandas Willems-Crelan        | + 5s     |
| 6. | Conor Dunne     | Aqua Blue Sport                | + 6s     |
| 7. | Kenny Molly     | AGO-Aqua Service               | + 8s     |
| 8. | Dieter Bouvry   | Pauwels Sauzen-Vastgoedservice | + 8s     |
| 9. | Timothy Dupont  | Wanty-Groupe Gobert            | + 10s    |
| 10. | Bryan Coquard   | Vital Concept                  | + 10s    |

### 2.ª etapa
| \| Classificação por etapas \| Classificação por etapas \| Classificação por etapas \| Classificação por etapas \| Classificação por etapas \| \| Ciclista \| Ciclista \| Equipe \| Tempo \| \| \| ------------------------ \| ------------------------ \| --------------------------- \| ------------------------ \| ------------------------ \| \| 1. \| André Greipel \| Lotto-Soudal \| 3h15m21s \| \| \| 2. \| Wouter Wippert \| Roompot-Nederlandse Loterij \| + 0s \| \| \| 3. \| Tim Merlier \| Verandas Willems-Crelan \| + 0s \| \| \| 4. \| Timothy Dupont \| Wanty-Groupe Gobert \| + 0s \| \| \| 5. \| Bryan Coquard \| Vital Concept \| + 0s \| \| \| 6. \| Roy Jans \| Cibel-Cebon \| + 0s \| \| \| 7. \| Christophe Noppe \| Sport Vlaanderen-Baloise \| + 0s \| \| \| 8. \| Bram Welten \| Fortuneo-Samsic \| + 0s \| \| \| 9. \| Sean De Bie \| Verandas Willems-Crelan \| + 0s \| \| \| 10. \| Riccardo Minali \| Astana \| + 0s \| \| |                  |                             |          |
| |                  |                             |          |
| |                  |                             |          |
| Classificação por etapas |                  |                             |          |
| Ciclista | Ciclista         | Equipe                      | Tempo    |
| 1. | André Greipel    | Lotto-Soudal                | 3h15m21s |
| 2. | Wouter Wippert   | Roompot-Nederlandse Loterij | + 0s     |
| 3. | Tim Merlier      | Verandas Willems-Crelan     | + 0s     |
| 4. | Timothy Dupont   | Wanty-Groupe Gobert         | + 0s     |
| 5. | Bryan Coquard    | Vital Concept               | + 0s     |
| 6. | Roy Jans         | Cibel-Cebon                 | + 0s     |
| 7. | Christophe Noppe | Sport Vlaanderen-Baloise    | + 0s     |
| 8. | Bram Welten      | Fortuneo-Samsic             | + 0s     |
| 9. | Sean De Bie      | Verandas Willems-Crelan     | + 0s     |
| 10. | Riccardo Minali  | Astana                      | + 0s     |

| \| Classificação geral \| Classificação geral \| Classificação geral \| Classificação geral \| Classificação geral \| \| Ciclista \| Ciclista \| Equipe \| Tempo \| \| \| ------------------- \| ------------------- \| ------------------------------ \| ------------------- \| ------------------- \| \| 1. \| André Greipel \| Lotto-Soudal \| 7h09m30s \| \| \| 2. \| Lasse Norman Hansen \| Aqua Blue Sport \| + 11s \| \| \| 3. \| Tim Merlier \| Verandas Willems-Crelan \| + 12s \| \| \| 4. \| Wouter Wippert \| Roompot-Nederlandse Loterij \| + 14s \| \| \| 5. \| Riccardo Minali \| Astana \| + 14s \| \| \| 6. \| Michael Boroš \| Pauwels Sauzen-Vastgoedservice \| + 15s \| \| \| 7. \| Aimé De Gendt \| Sport Vlaanderen-Baloise \| + 15s \| \| \| 8. \| Sean De Bie \| Verandas Willems-Crelan \| + 16s \| \| \| 9. \| Antoine Warnier \| WB-Aqua Protect-Veranclassic \| + 16s \| \| \| 10. \| Conor Dunne \| Aqua Blue Sport \| + 16s \| \| |                     |                                |          |
| |                     |                                |          |
| |                     |                                |          |
| Classificação geral |                     |                                |          |
| Ciclista | Ciclista            | Equipe                         | Tempo    |
| 1. | André Greipel       | Lotto-Soudal                   | 7h09m30s |
| 2. | Lasse Norman Hansen | Aqua Blue Sport                | + 11s    |
| 3. | Tim Merlier         | Verandas Willems-Crelan        | + 12s    |
| 4. | Wouter Wippert      | Roompot-Nederlandse Loterij    | + 14s    |
| 5. | Riccardo Minali     | Astana                         | + 14s    |
| 6. | Michael Boroš       | Pauwels Sauzen-Vastgoedservice | + 15s    |
| 7. | Aimé De Gendt       | Sport Vlaanderen-Baloise       | + 15s    |
| 8. | Sean De Bie         | Verandas Willems-Crelan        | + 16s    |
| 9. | Antoine Warnier     | WB-Aqua Protect-Veranclassic   | + 16s    |
| 10. | Conor Dunne         | Aqua Blue Sport                | + 16s    |

### 3.ª etapa
| \| Classificação por etapas \| Classificação por etapas \| Classificação por etapas \| Classificação por etapas \| Classificação por etapas \| \| Ciclista \| Ciclista \| Equipe \| Tempo \| \| \| ------------------------ \| ------------------------ \| --------------------------- \| ------------------------ \| ------------------------ \| \| 1. \| Christophe Laporte \| Cofidis, Solutions Crédits \| 12m38s \| \| \| 2. \| Andriy Hrivko \| Astana \| + 5s \| \| \| 3. \| Brian van Goethem \| Roompot-Nederlandse Loterij \| + 7s \| \| \| 4. \| Jens Keukeleire \| Lotto-Soudal \| + 10s \| \| \| 5. \| Mark Christian \| Aqua Blue Sport \| + 10s \| \| \| 6. \| Marco Mathis \| Katusha-Alpecin \| + 10s \| \| \| 7. \| Quinten Hermans \| Telenet-Fidea Lions \| + 15s \| \| \| 8. \| Sean De Bie \| Verandas Willems-Crelan \| + 16s \| \| \| 9. \| Peter Koning \| Aqua Blue Sport \| + 18s \| \| \| 10. \| Lasse Norman Hansen \| Aqua Blue Sport \| + 18s \| \| |                     |                             |        |
| |                     |                             |        |
| |                     |                             |        |
| Classificação por etapas |                     |                             |        |
| Ciclista | Ciclista            | Equipe                      | Tempo  |
| 1. | Christophe Laporte  | Cofidis, Solutions Crédits  | 12m38s |
| 2. | Andriy Hrivko       | Astana                      | + 5s   |
| 3. | Brian van Goethem   | Roompot-Nederlandse Loterij | + 7s   |
| 4. | Jens Keukeleire     | Lotto-Soudal                | + 10s  |
| 5. | Mark Christian      | Aqua Blue Sport             | + 10s  |
| 6. | Marco Mathis        | Katusha-Alpecin             | + 10s  |
| 7. | Quinten Hermans     | Telenet-Fidea Lions         | + 15s  |
| 8. | Sean De Bie         | Verandas Willems-Crelan     | + 16s  |
| 9. | Peter Koning        | Aqua Blue Sport             | + 18s  |
| 10. | Lasse Norman Hansen | Aqua Blue Sport             | + 18s  |

| \| Classificação geral \| Classificação geral \| Classificação geral \| Classificação geral \| Classificação geral \| \| Ciclista \| Ciclista \| Equipe \| Tempo \| \| \| ------------------- \| ------------------- \| --------------------------- \| ------------------- \| ------------------- \| \| 1. \| Christophe Laporte \| Cofidis, Solutions Crédits \| 7h22m28s \| \| \| 2. \| André Greipel \| Lotto-Soudal \| + 4s \| \| \| 3. \| Andriy Hrivko \| Astana \| + 5s \| \| \| 4. \| Brian van Goethem \| Roompot-Nederlandse Loterij \| + 7s \| \| \| 5. \| Jens Keukeleire \| Lotto-Soudal \| + 9s \| \| \| 6. \| Lasse Norman Hansen \| Aqua Blue Sport \| + 9s \| \| \| 7. \| Mark Christian \| Aqua Blue Sport \| + 10s \| \| \| 8. \| Sean De Bie \| Verandas Willems-Crelan \| + 12s \| \| \| 9. \| Quinten Hermans \| Telenet-Fidea Lions \| + 15s \| \| \| 10. \| Peter Koning \| Aqua Blue Sport \| + 18s \| \| |                     |                             |          |
| |                     |                             |          |
| |                     |                             |          |
| Classificação geral |                     |                             |          |
| Ciclista | Ciclista            | Equipe                      | Tempo    |
| 1. | Christophe Laporte  | Cofidis, Solutions Crédits  | 7h22m28s |
| 2. | André Greipel       | Lotto-Soudal                | + 4s     |
| 3. | Andriy Hrivko       | Astana                      | + 5s     |
| 4. | Brian van Goethem   | Roompot-Nederlandse Loterij | + 7s     |
| 5. | Jens Keukeleire     | Lotto-Soudal                | + 9s     |
| 6. | Lasse Norman Hansen | Aqua Blue Sport             | + 9s     |
| 7. | Mark Christian      | Aqua Blue Sport             | + 10s    |
| 8. | Sean De Bie         | Verandas Willems-Crelan     | + 12s    |
| 9. | Quinten Hermans     | Telenet-Fidea Lions         | + 15s    |
| 10. | Peter Koning        | Aqua Blue Sport             | + 18s    |

### 4.ª etapa
| \| Classificação por etapas \| Classificação por etapas \| Classificação por etapas \| Classificação por etapas \| Classificação por etapas \| \| Ciclista \| Ciclista \| Equipe \| Tempo \| \| \| ------------------------ \| ------------------------ \| --------------------------- \| ------------------------ \| ------------------------ \| \| 1. \| Jelle Vanendert \| Lotto-Soudal \| 3h33m24s \| \| \| 2. \| Jens Keukeleire \| Lotto-Soudal \| + 16s \| \| \| 3. \| Dion Smith \| Wanty-Groupe Gobert \| + 16s \| \| \| 4. \| Anthony Turgis \| Cofidis, Solutions Crédits \| + 16s \| \| \| 5. \| Edward Dunbar \| Aqua Blue Sport \| + 20s \| \| \| 6. \| Andriy Hrivko \| Astana \| + 1m09s \| \| \| 7. \| Gianni Marchand \| Cibel-Cebon \| + 1m09s \| \| \| 8. \| Jenthe Biermans \| Katusha-Alpecin \| + 1m53s \| \| \| 9. \| Martijn Budding \| Roompot-Nederlandse Loterij \| + 1m53s \| \| \| 10. \| Quinten Hermans \| Telenet-Fidea Lions \| + 1m53s \| \| |                 |                             |          |
| |                 |                             |          |
| |                 |                             |          |
| Classificação por etapas |                 |                             |          |
| Ciclista | Ciclista        | Equipe                      | Tempo    |
| 1. | Jelle Vanendert | Lotto-Soudal                | 3h33m24s |
| 2. | Jens Keukeleire | Lotto-Soudal                | + 16s    |
| 3. | Dion Smith      | Wanty-Groupe Gobert         | + 16s    |
| 4. | Anthony Turgis  | Cofidis, Solutions Crédits  | + 16s    |
| 5. | Edward Dunbar   | Aqua Blue Sport             | + 20s    |
| 6. | Andriy Hrivko   | Astana                      | + 1m09s  |
| 7. | Gianni Marchand | Cibel-Cebon                 | + 1m09s  |
| 8. | Jenthe Biermans | Katusha-Alpecin             | + 1m53s  |
| 9. | Martijn Budding | Roompot-Nederlandse Loterij | + 1m53s  |
| 10. | Quinten Hermans | Telenet-Fidea Lions         | + 1m53s  |

| \| Classificação geral \| Classificação geral \| Classificação geral \| Classificação geral \| Classificação geral \| \| Ciclista \| Ciclista \| Equipe \| Tempo \| \| \| ------------------- \| ------------------- \| -------------------------- \| ------------------- \| ------------------- \| \| 1. \| Jens Keukeleire \| Lotto-Soudal \| 10h56m11s \| \| \| 2. \| Jelle Vanendert \| Lotto-Soudal \| + 15s \| \| \| 3. \| Anthony Turgis \| Cofidis, Solutions Crédits \| + 26s \| \| \| 4. \| Dion Smith \| Wanty-Groupe Gobert \| + 39s \| \| \| 5. \| Edward Dunbar \| Aqua Blue Sport \| + 45s \| \| \| 6. \| Andriy Hrivko \| Astana \| + 55s \| \| \| 7. \| Gianni Marchand \| Cibel-Cebon \| + 1m16s \| \| \| 8. \| Quinten Hermans \| Telenet-Fidea Lions \| + 1m49s \| \| \| 9. \| Jenthe Biermans \| Katusha-Alpecin \| + 1m53s \| \| \| 10. \| Bryan Coquard \| Vital Concept \| + 1m58s \| \| |                 |                            |           |
| |                 |                            |           |
| |                 |                            |           |
| Classificação geral |                 |                            |           |
| Ciclista | Ciclista        | Equipe                     | Tempo     |
| 1. | Jens Keukeleire | Lotto-Soudal               | 10h56m11s |
| 2. | Jelle Vanendert | Lotto-Soudal               | + 15s     |
| 3. | Anthony Turgis  | Cofidis, Solutions Crédits | + 26s     |
| 4. | Dion Smith      | Wanty-Groupe Gobert        | + 39s     |
| 5. | Edward Dunbar   | Aqua Blue Sport            | + 45s     |
| 6. | Andriy Hrivko   | Astana                     | + 55s     |
| 7. | Gianni Marchand | Cibel-Cebon                | + 1m16s   |
| 8. | Quinten Hermans | Telenet-Fidea Lions        | + 1m49s   |
| 9. | Jenthe Biermans | Katusha-Alpecin            | + 1m53s   |
| 10. | Bryan Coquard   | Vital Concept              | + 1m58s   |

### 5.ª etapa
| \| Classificação por etapas \| Classificação por etapas \| Classificação por etapas \| Classificação por etapas \| Classificação por etapas \| \| Ciclista \| Ciclista \| Equipe \| Tempo \| \| \| ------------------------ \| ------------------------ \| ---------------------------- \| ------------------------ \| ------------------------ \| \| 1. \| Bryan Coquard \| Vital Concept \| 3h47m26s \| \| \| 2. \| Christophe Laporte \| Cofidis, Solutions Crédits \| + 0s \| \| \| 3. \| Roy Jans \| Cibel-Cebon \| + 0s \| \| \| 4. \| Bram Welten \| Fortuneo-Samsic \| + 0s \| \| \| 5. \| Kenny Dehaes \| WB-Aqua Protect-Veranclassic \| + 0s \| \| \| 6. \| Christophe Noppe \| Sport Vlaanderen-Baloise \| + 0s \| \| \| 7. \| Timothy Dupont \| Wanty-Groupe Gobert \| + 0s \| \| \| 8. \| André Greipel \| Lotto-Soudal \| + 0s \| \| \| 9. \| Jelle Mannaerts \| Tarteletto-Isorex \| + 0s \| \| \| 10. \| Riccardo Minali \| Astana \| + 0s \| \| |                    |                              |          |
| |                    |                              |          |
| |                    |                              |          |
| Classificação por etapas |                    |                              |          |
| Ciclista | Ciclista           | Equipe                       | Tempo    |
| 1. | Bryan Coquard      | Vital Concept                | 3h47m26s |
| 2. | Christophe Laporte | Cofidis, Solutions Crédits   | + 0s     |
| 3. | Roy Jans           | Cibel-Cebon                  | + 0s     |
| 4. | Bram Welten        | Fortuneo-Samsic              | + 0s     |
| 5. | Kenny Dehaes       | WB-Aqua Protect-Veranclassic | + 0s     |
| 6. | Christophe Noppe   | Sport Vlaanderen-Baloise     | + 0s     |
| 7. | Timothy Dupont     | Wanty-Groupe Gobert          | + 0s     |
| 8. | André Greipel      | Lotto-Soudal                 | + 0s     |
| 9. | Jelle Mannaerts    | Tarteletto-Isorex            | + 0s     |
| 10. | Riccardo Minali    | Astana                       | + 0s     |

## Classificações finais
- As classificações finalizaram da seguinte forma:[5]

### Classificação geral
| \| Classificação geral \| Classificação geral \| Classificação geral \| Classificação geral \| Classificação geral \| \| Ciclista \| Ciclista \| Equipe \| Tempo \| \| \| ------------------- \| ------------------- \| --------------------------- \| ------------------- \| ------------------- \| \| 1. \| Jens Keukeleire \| Lotto-Soudal \| 14h43m37s \| \| \| 2. \| Jelle Vanendert \| Lotto-Soudal \| + 15s \| \| \| 3. \| Dion Smith \| Wanty-Groupe Gobert \| + 39s \| \| \| 4. \| Edward Dunbar \| Aqua Blue Sport \| + 45s \| \| \| 5. \| Andriy Hrivko \| Astana \| + 55s \| \| \| 6. \| Gianni Marchand \| Cibel-Cebon \| + 1m16s \| \| \| 7. \| Bryan Coquard \| Vital Concept \| + 1m48s \| \| \| 8. \| Quinten Hermans \| Telenet-Fidea Lions \| + 1m49s \| \| \| 9. \| Jenthe Biermans \| Katusha-Alpecin \| + 1m53s \| \| \| 10. \| Martijn Budding \| Roompot-Nederlandse Loterij \| + 2m50s \| \| |                 |                             |           |
| |                 |                             |           |
| Fonte: ProCyclingStats |                 |                             |           |
| Classificação geral |                 |                             |           |
| Ciclista | Ciclista        | Equipe                      | Tempo     |
| 1. | Jens Keukeleire | Lotto-Soudal                | 14h43m37s |
| 2. | Jelle Vanendert | Lotto-Soudal                | + 15s     |
| 3. | Dion Smith      | Wanty-Groupe Gobert         | + 39s     |
| 4. | Edward Dunbar   | Aqua Blue Sport             | + 45s     |
| 5. | Andriy Hrivko   | Astana                      | + 55s     |
| 6. | Gianni Marchand | Cibel-Cebon                 | + 1m16s   |
| 7. | Bryan Coquard   | Vital Concept               | + 1m48s   |
| 8. | Quinten Hermans | Telenet-Fidea Lions         | + 1m49s   |
| 9. | Jenthe Biermans | Katusha-Alpecin             | + 1m53s   |
| 10. | Martijn Budding | Roompot-Nederlandse Loterij | + 2m50s   |

### Classificação dos pontos
| Classificação por pontos | Classificação por pontos | Classificação por pontos   | Classificação por pontos | Classificação por pontos |
| Ciclista                 | Ciclista                 | Equipe                     | Pontos                   |                          |
| ------------------------ | ------------------------ | -------------------------- | ------------------------ | ------------------------ |
| 1.                       | André Greipel            | Lotto-Soudal               | 72 pts                   |                          |
| 2.                       | Bryan Coquard            | Vital Concept              | 64 pts                   |                          |
| 3.                       | Christophe Laporte       | Cofidis, Solutions Crédits | 60 pts                   |                          |
| 4.                       | Timothy Dupont           | Wanty-Groupe Gobert        | 51 pts                   |                          |
| 5.                       | Riccardo Minali          | Astana                     | 45 pts                   |                          |

### Classificação por equipas
| Classificação por equipes | Classificação por equipes | Classificação por equipes | Classificação por equipes |
| Equipe                    | Equipe                    | Tempo                     |                           |
| ------------------------- | ------------------------- | ------------------------- | ------------------------- |
| 1.                        | Lotto Soudal              | 44h16m19s                 |                           |
| 2.                        | Katusha-Alpecin           | + 4m20s                   |                           |
| 3.                        | Telenet-Fidea Lions       | + 6m49s                   |                           |
| 4.                        | Aqua Blue Sport           | + 7m53s                   |                           |
| 5.                        | Wanty-Groupe Gobert       | + 9m44s                   |                           |

## Evolução das classificações
| Etapa (Vencedor)               | Classificação geral | Classificação por pontos | Classificação da combatividade | Classificação por equipas   |
| ------------------------------ | ------------------- | ------------------------ | ------------------------------ | --------------------------- |
| 1.ª etapa (André Greipel)      | André Greipel       | André Greipel            | Aimé De Gendt                  | Roompot-Nederlandse Loterij |
| 2.ª etapa (André Greipel)      | André Greipel       | André Greipel            | Aimé De Gendt                  | Vérandas Willems-Crelan     |
| 3.ª etapa (Christophe Laporte) | Christophe Laporte  | André Greipel            | Aimé De Gendt                  | Aqua Blue Sport             |
| 4.ª etapa (Jelle Vanendert)    | Jens Keukeleire     | André Greipel            | Thomas Sprengers               | Lotto Soudal                |
| 5.ª etapa (Bryan Coquard)      | Jens Keukeleire     | André Greipel            | Thomas Sprengers               | Lotto Soudal                |
| Final                          | Jens Keukeleire     | André Greipel            | Thomas Sprengers               | Lotto Soudal                |

## UCI World Ranking
A Volta a Bélgica outorga pontos para o UCI World Tour de 2018 e o UCI World Ranking, este último para corredores das equipas nas categorias UCI World Team, Profissional Continental e Equipas Continentais. As seguintes tabelas mostram o barómetro de pontuação e os 10 corredores que obtiveram mais pontos:
| Posição             | 1.º | 2.º | 3.º | 4.º | 5.º | 6.º | 7.º | 8.º | 9.º | 10.º | 11.º | 12.º | 13.º | 14.º | 15.º | 16.º-30.º | 31.º-40.º |
| Classificação geral | 200 | 150 | 125 | 100 | 85  | 70  | 60  | 50  | 40  | 35   | 30   | 25   | 20   | 15   | 10   | 5         | 3         |
| Por etapa           | 20  | 10  | 5   |     |     |     |     |     |     |      |      |      |      |      |      |           |           |
| Líder               | 5   |     |     |     |     |     |     |     |     |      |      |      |      |      |      |           |           |

| Classificação | Classificação   | Classificação       | Classificação | Classificação | Classificação | Classificação |
| Posição       | Ciclista        | Equipa              | General       | Etapa         | Líder         | Total         |
| ------------- | --------------- | ------------------- | ------------- | ------------- | ------------- | ------------- |
| 1.º           | Jens Keukeleire | Lotto Soudal        | 200           | 10            | 5             | 215           |
| 2.º           | Jelle Vanendert | Lotto Soudal        | 150           | 20            | -             | 170           |
| 3.º           | Dion Smith      | Wanty-Groupe Gobert | 125           | 5             | -             | 130           |
| 4.º           | Edward Dunbar   | Aqua Blue Sport     | 100           | -             | -             | 100           |
| 5.º           | Andriy Grivko   | Astana              | 85            | 10            | -             | 95            |
| 6.º           | Bryan Coquard   | Vital Concept       | 60            | 20            | -             | 80            |
| 7.º           | Gianni Marchand | Cibel-Cebon         | 70            | -             | -             | 70            |
| 8.º           | Quinten Hermans | Telenet Fidea Lions | 50            | -             | -             | 50            |
| 9.º           | André Greipel   | Lotto Soudal        | -             | 40            | 10            | 50            |
| 10.º          | Jenthe Biermans | Katusha-Alpecin     | 40            | -             | -             | 40            |